# Wolfram Koch
Wolfram Koch (Parigi, 10 febbraio 1962) è un attore tedesco, noto per il ruolo principale dell'ispettore capo Paul Brix nella serie televisiva poliziesca Tatort, che ricopre dal 2015 al fianco di Margarita Broich.

## Filmografia parziale

### Cinema
- Ansichten eines Clowns, regia di Vojtěch Jasný (1976)
- Der Hauptmann, regia di Robert Schwentke (2017)

### Televisione
- Polizeiruf 110 - serie TV (2005)
- Tatort - serie TV (2005-2006, 2008-2009, 2012-2013, 2015-in corso)
- 14º Distretto (Großstadtrevier) - serie TV (2014)
- Il commissario Schumann (Der Kriminalist) - serie TV (2014)
- Dark - serie TV (2019-2020)